# 日本のインターチェンジ一覧 や-わ行
| あ行 | か行 | さ行 | た行 | な行 | は行 | ま行 | や-わ行 |

日本のインターチェンジ一覧 や-わ行（にっぽんのインターチェンジいちらん や-わぎょう）は、日本の道路のインターチェンジ（IC）・ジャンクション（JCT）・都市高速道路などの出入口（ランプ）・本線料金所のうち、や-わ行の文字で始まるものの一覧である。
読みを付け、同名・同表記のIC・JCTには道路名も付けた。

## や行

### や
- 矢板インターチェンジ（やいた）
- 矢板北スマートインターチェンジ（やいたきたスマート）
- 焼津インターチェンジ（やいづ）
- 谷稲葉インターチェンジ（やいなば）
- 八尾インターチェンジ（やお）
- 八尾本線料金所（やお）
- 屋嘉インターチェンジ（やか）
- 矢賀出入口（やが）
- 八木中インターチェンジ（やぎなか）
- 八木西インターチェンジ（やぎにし）
- 八木東インターチェンジ（やぎひがし）
- 八草インターチェンジ（やくさ）
- 八草本線料金所（やくさ）
- 八草東インターチェンジ（やくさひがし）
- 八雲インターチェンジ（やくも）
- 八潮ジャンクション（やしお）
- 八潮出入口（やしお）
- 八潮本線料金所（やしお）
- 八潮南出入口（やしおみなみ）
- 安来インターチェンジ（やすぎ）
- 安田インターチェンジ（やすだ）
- 安塚インターチェンジ（やすづか）
- 矢田インターチェンジ（やだ）
- 谷田部インターチェンジ（やたべ）
- 八千穂高原インターチェンジ（やちほこうげん）
- 八代インターチェンジ（やつしろ）
- 八代ジャンクション（やつしろ）
- 八代南インターチェンジ（やつしろみなみ）
- 八橋インターチェンジ（やつはし）
- 谷津船橋インターチェンジ（やつふなばし）
- 弥富インターチェンジ（やとみ）
- 弥富木曽岬インターチェンジ（やとみきそさき）
- 柳田インターチェンジ（やないだ）
- 柳川西インターチェンジ（やながわにし）
- 柳川東インターチェンジ（やながわひがし）
- 柳谷ジャンクション（やなぎたに）
- 柳谷ランプ（やなぎたに）
- 柳原出入口（やなぎはら）
- 耶馬溪山移インターチェンジ（やばけいやまうつり）
- 八幡インターチェンジ（やはた）
- 八幡稲美ランプ（やはたいなみ）
- 養父インターチェンジ（やぶ）
- 矢吹インターチェンジ（やぶき）
- 矢吹料金所（やぶき）
- 矢吹中央インターチェンジ（やぶきちゅうおう）
- 山県インターチェンジ（やまがた）
- 山形ジャンクション（やまがた）
- 山形上山インターチェンジ（やまがたかみのやま）
- 山形北インターチェンジ（やまがたきた）
- 山形蔵王インターチェンジ（やまがたざおう）
- 山形中央インターチェンジ（やまがたちゅうおう）
- 山形PAスマートインターチェンジ（やまがたパーキングエリアスマート）
- 山北スマートインターチェンジ（やまきたスマート）
- 山口インターチェンジ（やまぐち）
- 山口ジャンクション（やまぐち）
- 山口南インターチェンジ（やまぐちみなみ）
- 山崎インターチェンジ (神奈川県)（やまざき：小田原箱根道路・箱根新道）
- 山崎インターチェンジ (兵庫県)（やまさき：中国自動車道）
- 山崎本線料金所（やまさき）
- 山下町出口（やましたちょう）
- 山科出入口（やましな）
- 山代久原インターチェンジ（やましろくばら）
- 山添インターチェンジ（やまぞえ）
- 山田インターチェンジ (岩手県)（やまだ：三陸縦貫自動車道）
- 山田インターチェンジ (宮城県)（やまだ：仙台南部道路）
- 山田インターチェンジ (千葉県)（やまだ：千葉東金道路）
- 山田インターチェンジ (鹿児島県)（やまだ：指宿スカイライン）
- 山田本線料金所 (宮城県)（やまだ：仙台南部道路）
- 山田料金所（やまだ：指宿スカイライン）
- 山田川インターチェンジ（やまだがわ）
- 山田北インターチェンジ（やまだきた）
- 山田西インターチェンジ（やまだにし）
- 山田東インターチェンジ（やまだひがし）
- 山田南インターチェンジ（やまだみなみ）
- 大和北インターチェンジ（やまときた）
- 大和郡山インターチェンジ（やまとこおりやま）
- 大和郡山北インターチェンジ（やまとこおりやまきた）
- 大和スマートインターチェンジ（やまとスマート）
- 山都中島西インターチェンジ（やまとなかしまにし）
- 大和まほろばスマートインターチェンジ（やまとまほろばスマート）
- 大和南インターチェンジ（やまとみなみ）
- 山中湖インターチェンジ（やまなかこ）
- 山根インターチェンジ（やまね）
- 山伏峠 (伊豆)（やまぶしとうげ）
- 山元インターチェンジ（やまもと）
- 山元南スマートインターチェンジ（やまもとみなみスマート）
- 八女インターチェンジ（やめ）
- 矢本インターチェンジ（やもと）
- 八幡京田辺インターチェンジ（やわたきょうたなべ）
- 八幡京田辺ジャンクション（やわたきょうたなべ）
- 八幡浜インターチェンジ（やわたはま）
- 八幡浜東インターチェンジ（やわたはまひがし）
- 八幡東インターチェンジ（やわたひがし）
- 谷和原インターチェンジ（やわら）

### ゆ
- 湯浅インターチェンジ（ゆあさ）
- 夕張インターチェンジ（ゆうばり）
- 夕陽丘出入口（ゆうひがおか）
- 湯川北インターチェンジ（ゆかわきた）
- 湯川南インターチェンジ（ゆかわみなみ）
- 由岐インターチェンジ（ゆき）
- 行橋インターチェンジ（ゆくはし）
- 遊佐菅里インターチェンジ（ゆざすがさと）
- 遊佐鳥海インターチェンジ（ゆざちょうかい）
- 湯里インターチェンジ（ゆさと）
- 遊佐比子インターチェンジ（ゆざひこ）
- 湯沢インターチェンジ (新潟県)（ゆざわ：関越自動車道）
- 湯沢インターチェンジ (秋田県)（ゆざわ：湯沢横手道路）
- 湯田インターチェンジ（ゆだ）
- 湯田温泉スマートインターチェンジ（ゆだおんせんスマート）
- 豊ジャンクション（ゆたか）
- 湯殿山インターチェンジ（ゆどのさん）
- ユニバーサルシティ出口（ゆにばーさるしてぃ）
- 湯郷温泉インターチェンジ（ゆのごうおんせん）
- 温泉津インターチェンジ（ゆのつ）
- 湯原インターチェンジ（ゆばら）
- 柚比インターチェンジ（ゆび）
- 湯布院インターチェンジ（ゆふいん）
- 夢前スマートインターチェンジ（ゆめさき）
- 由良インターチェンジ（ゆら）

### よ
- 余市インターチェンジ（よいち）
- 用賀出入口（ようが）
- 用賀本線料金所（ようが）
- 八日市インターチェンジ（ようかいち）
- 八鹿氷ノ山インターチェンジ（ようかひょうのせん）
- 養老インターチェンジ（ようろう）
- 養老ジャンクション（ようろう）
- 養老SAスマートインターチェンジ（ようろうさーびすえりあスマート）
- 吉川インターチェンジ（よかわ）
- 吉川ジャンクション（よかわ）
- 横市インターチェンジ（よこいち）
- 横川インターチェンジ（よこがわ）
- 横芝光インターチェンジ（よこしばひかり）
- 横代出入口（よこしろ）
- 横須賀インターチェンジ (神奈川県)（よこすか：横浜横須賀道路）
- 横須賀インターチェンジ (愛知県)（よこすか：西知多産業道路）
- 横田インターチェンジ（よこた）
- 横田本線料金所（よこた）
- 横手インターチェンジ（よこて）
- 横手北スマートインターチェンジ（よこてきた）
- 横浜青葉インターチェンジ（よこはまあおば）
- 横浜駅西口出入口（よこはまえきにしぐち）
- 横浜駅東口出入口（よこはまえきひがしぐち）
- 横浜公園出入口（よこはまこうえん）
- 横浜吹越インターチェンジ（よこはまふっこし）
- 横浜町田インターチェンジ（よこはままちだ）
- 与謝天橋立インターチェンジ（よざあまのはしだて）
- 吉井インターチェンジ (群馬県)（よしい：上信越自動車道）
- 吉井インターチェンジ (岡山県)（よしい：美作岡山道路）
- 吉尾ランプ（よしお）
- 吉岡温泉インターチェンジ（よしおかおんせん）
- 吉島出入口（よしじま）
- 吉田インターチェンジ（よしだ）
- 吉田インターチェンジ (広島県)（よしだ：東広島高田道路）
- 吉田掛合インターチェンジ（よしだかけや）
- 吉野川スマートインターチェンジ（よしのがわスマート）
- 吉野町インターチェンジ（よしのまち）
- 吉浜インターチェンジ（よしはま）
- 与島インターチェンジ（よしま）
- 吉和インターチェンジ (中国自動車道)（よしわ）
- 吉和インターチェンジ (尾道バイパス)（よしわ）
- 四日市インターチェンジ (三重県)（よっかいち：東名阪自動車道）
- 四日市インターチェンジ (大分県)（よっかいち：宇佐道路）
- 四日市ジャンクション（よっかいち）
- 四日市東インターチェンジ（よっかいちひがし）
- 四街道インターチェンジ（よつかいどう）
- 四つ木出入口（よつぎ）
- 四ツ橋入口（よつばし）
- 四谷出入口（よつや）
- 淀江インターチェンジ（よどえ）
- 米子インターチェンジ（よなご）
- 米子ジャンクション（よなご）
- 米子料金所（よなご）
- 米子中インターチェンジ（よなごなか）
- 米子西インターチェンジ（よなごにし）
- 米子東インターチェンジ（よなごひがし）
- 米子南インターチェンジ（よなごみなみ）
- 米沢北インターチェンジ（よねざわきた）
- 米沢北本線料金所（よねざわきた）
- 米沢中央インターチェンジ（よねざわちゅうおう）
- 米沢八幡原インターチェンジ（よねざわはちまんぱら）
- 米の山インターチェンジ（よねのやま）
- 米山インターチェンジ（よねやま）
- 与野ジャンクション（よの）
- 与野出入口（よの）
- 呼続出入口（よびつぎ）
- 代々木出入口（よよぎ）
- 寄居折原インターチェンジ（よりいおりはら）
- 寄居スマートインターチェンジ（よりいスマート）
- 寄居風布インターチェンジ（よりいふうぷ）
- 頼兼町ランプ（よりかねちょう）

## ら行

### ら
- 嵐山小川インターチェンジ（らんざんおがわ）

### り
- 陸前高田インターチェンジ（りくぜんたかた）
- 陸前高田長部インターチェンジ（りくぜんたかたおさべ）
- 陸別インターチェンジ（りくべつ）
- 陸別小利別インターチェンジ（りくべつしょうとしべつ）
- 栗東インターチェンジ（りっとう）
- 栗東湖南インターチェンジ（りっとうこなん）
- 利府ジャンクション（りふ）
- 利府塩釜インターチェンジ（りふしおがま）
- 利府しらかし台インターチェンジ（りふしらかしだい）
- 利府中インターチェンジ（りふなか）
- 竜王インターチェンジ（りゅうおう）
- 竜宮インターチェンジ（りゅうぐう）
- 流通センターインターチェンジ（りゅうつうせんたー）
- 立明寺インターチェンジ（りゅうみょうじ）
- 両国ジャンクション（りょうごく）
- 霊山インターチェンジ（りょうぜん）
- 霊山飯舘インターチェンジ（りょうぜんいいたて）
- 臨海副都心出入口（りんかいふくとしん）
- りんくうインターチェンジ（りんくう：知多横断道路）
- りんくうジャンクション（りんくう：阪和自動車道・関西空港自動車道）
- りんくう本線料金所（りんくう：知多横断道路）

### る
- 留萌インターチェンジ（るもい）
- 留萌大和田インターチェンジ（るもいおおわだ）
- 留萌幌糠インターチェンジ（るもいほろぬか）

### ろ
- 滝観洞インターチェンジ（ろうかんどう）
- 六郷インターチェンジ（ろくごう）
- 六戸ジャンクション（ろくのへ）
- 六戸三沢インターチェンジ（ろくのへみさわ）
- 六番北出入口（ろくばんきた）
- 六番南出入口（ろくばんみなみ）
- 六ヶ所インターチェンジ（ろっかしょ）
- 六甲アイランド北出入口（ろっこうあいらんどきた）
- 六甲山トンネル料金所（ろっこうさんとんねる）

## わ行

### わ
- 若草ランプ（わかくさ）

- 若狭インターチェンジ（わかさ）
- 若狭上中インターチェンジ（わかさかみなか）
- 若狭三方インターチェンジ（わかさみかた）
- 若狭美浜インターチェンジ（わかさみはま）
- 若園出入口（わかぞの）
- 若戸出入口（わかと）
- 若宮インターチェンジ（わかみや）
- 若宮出入口（わかみや）
- 若柳金成インターチェンジ（わかやなぎかんなり）
- 和歌山インターチェンジ（わかやま）
- 和歌山ジャンクション（わかやま）
- 和歌山北インターチェンジ（わかやまきた）
- 和歌山南スマートインターチェンジ（わかやまみなみスマート）
- 脇町インターチェンジ（わきまち）
- 涌波インターチェンジ（わくなみ）
- 和倉インターチェンジ（わくら）
- 和気インターチェンジ（わけ）
- 和光インターチェンジ（わこう）
- 和合インターチェンジ（わごう：国道21号岐大バイパス）
- 和合インターチェンジ (秋田県)（わごう：国道105号本荘大曲道路（大曲西道路））
- 和光北インターチェンジ（わこうきた）
- 早稲田出口（わせだ）
- 渡辺橋分岐（わたなべばし）
- 和田山インターチェンジ（わだやま）
- 和田山ジャンクション（わだやま）
- 和田山料金所（わだやま）
- 亘理インターチェンジ（わたり）
- 和寒インターチェンジ（わっさむ）
- 輪厚スマートインターチェンジ（わっつ）
- 和迩インターチェンジ（わに）
- 輪西出入口（わにし）
- 湾岸市川インターチェンジ （わんがんいちかわ）
- 湾岸浮島本線料金所（わんがんうきしま）
- 湾岸環八出入口（わんがんかんぱち）
- 湾岸桑名インターチェンジ（わんがんくわな）
- 湾岸千葉インターチェンジ（わんがんちば）
- 湾岸長島インターチェンジ（わんがんながしま）
- 湾岸習志野インターチェンジ（わんがんならしの）
- 湾岸舞洲出入口（わんがんまいしま）
- 湾岸弥富インターチェンジ（わんがんやとみ）